# Kilka prawd (album)
Kilka prawd – debiutancki album studyjny polskiego piosenkarza, Marcina Sójki, laureata dziewiątej edycji "Voice of Poland" i zwycięzcy Premier 56. KFPP w Opolu. Został wydany 18 października 2019 roku przez Universal Music Polska.

## Informacje o albumie
Debiutancka płyta piosenkarza została wydana 18 października 2018 roku. Na krążku pojawiły się takie single, jak „Zaskakuj mnie”, „Dalej”, „Lepiej”, czy „Wróć”. Album uplasował się na 8 miejscu oficjalnej listy sprzedaży detalicznej polskiego Związku Producentów Audio-Video – OLiS.
W maju 2022 nagrania uzyskały certyfikat złotej płyty.

## Lista utworów
| Lp. | Tytuł                      | Muzyka i słowa                                                  | Czas |
| --- | -------------------------- | --------------------------------------------------------------- | ---- |
| 1   | „Zanim”                    | Michał Pietrzak, Juliusz Kamil, Marcin Sójka                    | 3:58 |
| 2   | „Czasem”                   | Michał Pietrzak, Juliusz Kamil, Marcin Sójka                    | 4:05 |
| 3   | „Lepiej”                   | Michał Pietrzak, Juliusz Kamil, Marcin Sójka                    | 3:11 |
| 4   | „Jak lew”                  | Michał Pietrzak, Juliusz Kamil, Marcin Sójka                    | 3:55 |
| 5   | „Dalej”                    | Michał Pietrzak, Juliusz Kamil, Marcin Sójka                    | 3:18 |
| 6   | „Niech już spadnie deszcz” | Michał Pietrzak, Juliusz Kamil, Marcin Sójka                    | 3:48 |
| 7   | „Z każdym nowym dniem”     | Michał Pietrzak, Juliusz Kamil, Marcin Sójka                    | 2:56 |
| 8   | „Płyń”                     | Michał Pietrzak, Juliusz Kamil, Marcin Sójka                    | 3:52 |
| 9   | „Zaskakuj mnie”            | Michał Pietrzak, Juliusz Kamil, Marcin Sójka                    | 2:43 |
| 10  | „Jesteś potrzebna”         | Marcin Sójka, Magdalena Wójcik, Thomas Martin Leithead-Docherty | 3:14 |
| 11  | „Wróć”                     | Michał Pietrzak, Juliusz Kamil, Marcin Sójka                    | 3:14 |
| 12  | „Posłuchaj”                | Michał Pietrzak, Juliusz Kamil, Marcin Sójka                    | 3:33 |
| 13  | „Na koniec”                | Michał Pietrzak, Juliusz Kamil, Marcin Sójka                    | 4:01 |